# Arondismentul Nogent-sur-Marne
Arondismentul Nogent-sur-Marne (în franceză Arrondissement de Nogent-sur-Marne) este un arondisment din departamentul Val-de-Marne, regiunea Île-de-France, Franța.

## Subdiviziuni

### Cantoane
- Cantonul Bry-sur-Marne
- Cantonul Champigny-sur-Marne-Centre
- Cantonul Champigny-sur-Marne-Est
- Cantonul Champigny-sur-Marne-Ouest
- Cantonul Chennevières-sur-Marne
- Cantonul Fontenay-sous-Bois-Est
- Cantonul Fontenay-sous-Bois-Ouest
- Cantonul Joinville-le-Pont
- Cantonul Nogent-sur-Marne
- Cantonul Ormesson-sur-Marne
- Cantonul Le Perreux-sur-Marne
- Cantonul Saint-Mandé
- Cantonul Villiers-sur-Marne
- Cantonul Vincennes-Est
- Cantonul Vincennes-Ouest

### Comune
| 1. Bry-sur-Marne (94015)        | 2. Champigny-sur-Marne (94017) | 3. Chennevières-sur-Marne (94019) | 4. Fontenay-sous-Bois (94033) |
| 5. Joinville-le-Pont (94042)    | 6. Nogent-sur-Marne (94052)    | 7. Noiseau (94053)                | 8. Ormesson-sur-Marne (94055) |
| 9. Le Perreux-sur-Marne (94058) | 10. Le Plessis-Trévise (94059) | 11. La Queue-en-Brie (94060)      | 12. Saint-Mandé (94067)       |
| 13. Villiers-sur-Marne (94079)  | 14. Vincennes (94080)          |                                   |                               |

1. ↑  Q125358360[*] Verificați valoarea |titlelink= (ajutor)